# Ждановичі
Ждановичі (Здановичі) — декілька українських козацько-старшинських родів. Рід Ждановичів гербу Яструбець[джерело?] походив від роду князів Доршпрунгів зі Жмуді.
Найвідомішим є козац.-старшинський, згодом дворянський рід, що походить від Якова Ждановича (р.н. невід. — бл. 1730) — городницького сотника (1717—30), який, згідно з родинним переказом, виїхав 1694 з Литви до Гетьманщини. Його нащадки служили значковими товаришами у Чернігівському полку, військовими товаришами та бунчуковими товаришами.
- Правнуком родоначальника був Лев Іванович Жданович (1834—бл. 1901) — професор.
- До цього роду належав Яків Миколайович Жданович (1886–1953) — архівіст, мистецтвознавець, мемуарист, один з організаторів виставки «Ломоносов та Єлизаветинська доба» в М. Санкт-Петербург (1912).

За традицією представники роду вважали себе пов'язаними родинними зв'язками із київським полковником, генеральним суддею А.Ждановичем, але документальних підтверджень цього факту не наводили.
Рід внесено до 2-ї та 3-ї частин Родовідної книги Чернігівської губернії.
До іншої гілки роду Ждановичів належали брати: Павло Михайлович (р.н. невід. — 1725) — новосанжарський сотник (1715—25) та полтавський наказний полковник (1721) — і Данило Михайлович (р.н. невід. — бл. 1722) — царичанський сотник (1712—21). Але цей рід швидко згаснув.